# Nhạc hòa tấu
Nhạc hòa tấu (hay còn gọi là khí nhạc hay nhạc không lời) là một thể loại âm nhạc được tạo nên bởi các nhạc cụ mà không có giọng hát của ca sĩ. Nhạc không lời là khái niệm đối lập của thanh nhạc.

## Khái niệm
Trong sự định nghĩa về nhạc không lời thường xuyên xuất hiện câu hỏi liệu các nhạc cụ có thể diễn đạt được điều gì không, và nếu có thì nó có giống như giọng hát của con người hay không. Nhiệm vụ ban đầu của các nhạc cụ mà không phụ thuộc vào giọng hát bao gồm các âm thanh với mục đích là tín hiệu báo hiệu thời gian, tín hiệu trong quân đội, trong giao thông cũng như tín hiệu dẫn dắt các điệu nhảy và duyệt binh.